# Dent de Lys
El Dent de Lys (2014 m) es una montaña en los Alpes de Berna (Alpes suizos), en el cantón de Friburgo. 

## Geografía
El Dent de Lys es el límite natural de los municipios de Châtel-St-Denis (lado oeste) y Haut-Intyamon en el lado este. 
Si seguimos su cresta sur, podemos encontrar el Folliu Borna (1,849 m, Vanil des Artses (1,993 m), Cape au Moine (1,941 m), Dent de Jaman (1,875 m) y finalmente los Rochers de Naye (2,042 metro). 

## Alpinismo
El col de Lys (1783 m) permite a los excursionistas y esquiadores llegar a la cima del Dent de Lys desde el este y el oeste. 
Ernest Hemingway menciona al Dent de Lys en su cuento Cross Country Snow
El 25 de marzo de 1940, una cordada tuvo un accidente cerca de la cumbre. Murieron tres escaladores. El único sobreviviente, un sacerdote católico, dijo que fue salvado por sus oraciones a Marguerite Bays (una niña local que finalmente fue beatificada en 1995).
Hoy en día, se pueden ver algunas cruces mortuorias con el nombre de los que murieron mientras intentaban el ascenso a la cima. 

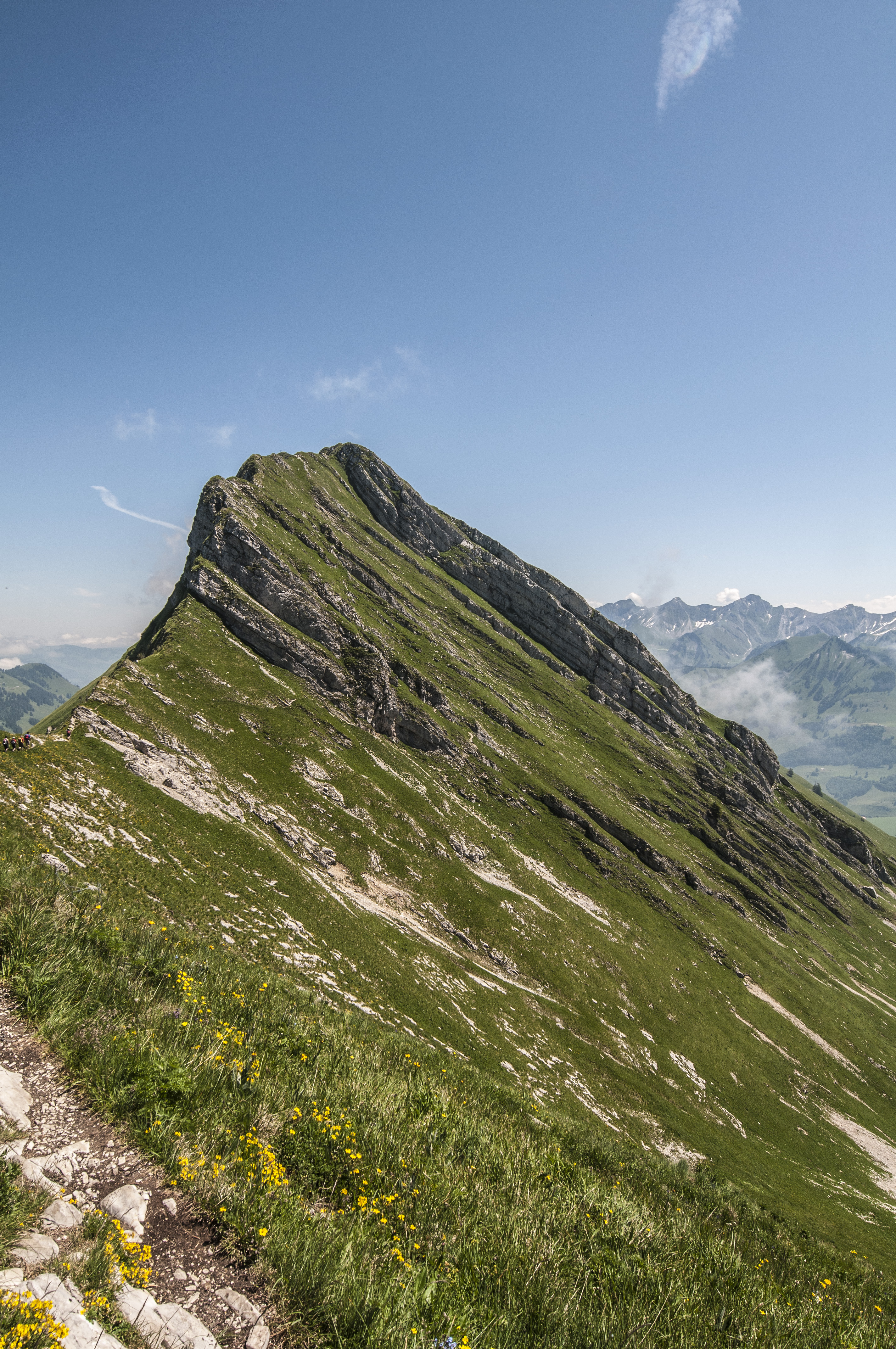
Dent de Lys, visto desde la cresta.